# Лез-Иссар
Лез-Исса́р (фр. Les Issards) — коммуна во Франции, находится в регионе Юг — Пиренеи. Департамент коммуны — Арьеж. Входит в состав кантона Восточный Памье. Округ коммуны — Памье.
Код INSEE коммуны — 09145.

## Население
Население коммуны на 2008 год составляло 242 человека.
| 1962 | 1968 | 1975 | 1982 | 1990 | 1999 | 2008 |
| ---- | ---- | ---- | ---- | ---- | ---- | ---- |
| 151  | 152  | 144  | 147  | 186  | 189  | 242  |

## Экономика
В 2007 году среди 136 человек в трудоспособном возрасте (15—64 лет) 106 были экономически активными, 30 — неактивными (показатель активности — 77,9 %, в 1999 году было 64,5 %). Из 106 активных работали 96 человек (53 мужчины и 43 женщины), безработных было 10 (1 мужчина и 9 женщин). Среди 30 неактивных 11 человек были учениками или студентами, 8 — пенсионерами, 11 были неактивными по другим причинам.